# Veli Lehtelä
Veli Veikko Valtteri Lehtelä, född den 6 september 1935 i Sääksmäki, död den 3 juni 2020, var en finländsk roddare.
Han blev olympisk bronsmedaljör i fyra med styrman vid sommarspelen 1956 i Melbourne.